# 布莱姆·科亨

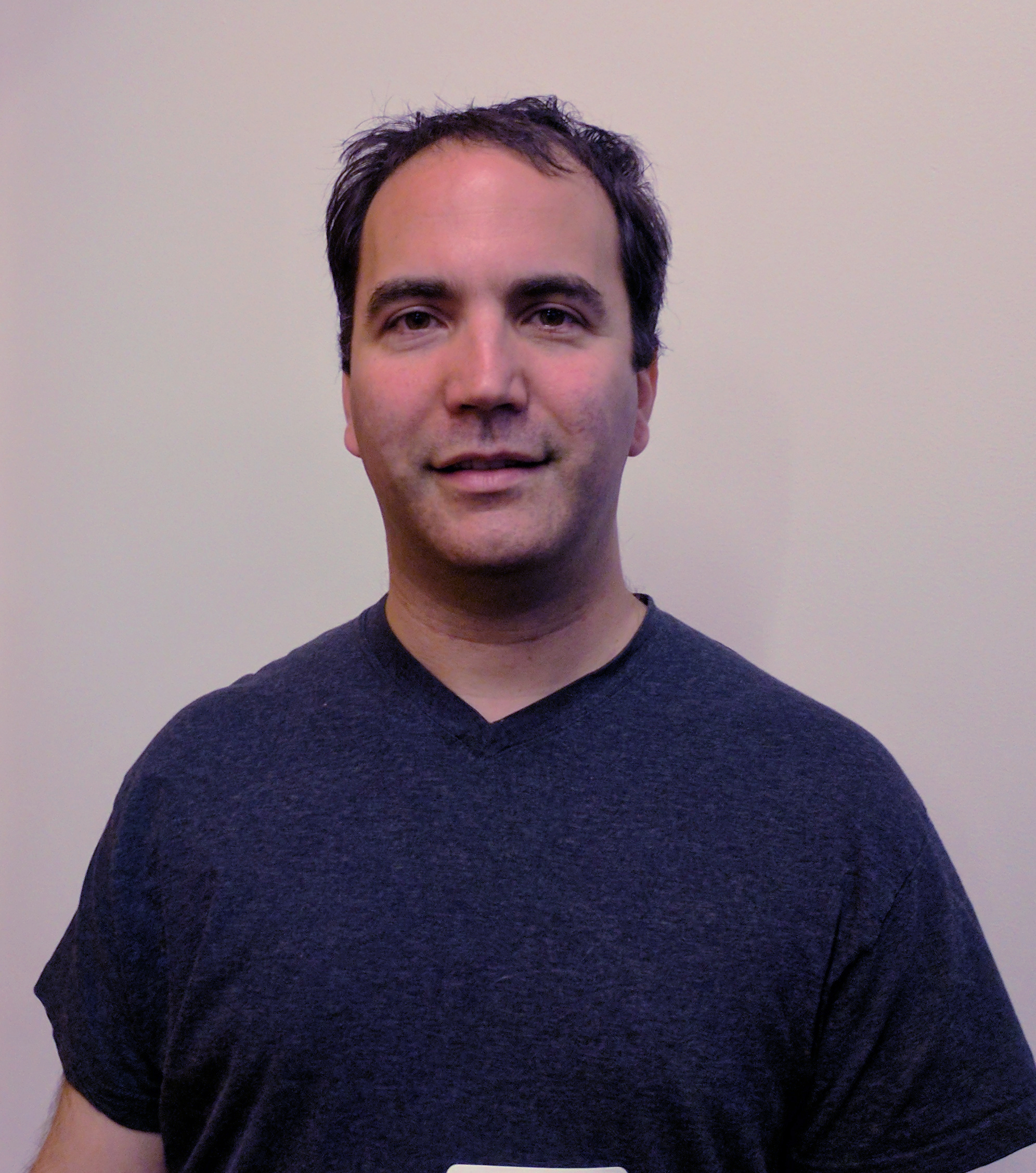
布莱姆·科亨

布莱姆·科亨（英語：Bram Cohen，1975年10月12日—）是美國计算机程序员，他開發的BitTorrent程式使他声名远扬。他同时也是CodeCon的创立者之一、Bay Area p2p-hackers会议的组织者、Codeville的编写者。

## 生平
科亨1993年毕业于Stuyvesant中学，同年进入纽约州立大学布法罗分校学习。在1990年代的中期到后期，他曾为几个网络公司工作过，其中最后一个项目是MojoNation，是他和Jim McCoy共同参与。MojoNation允许把机密文件分解加密的块，并传给也运行MojoNation的计算机。如果有人想下载一个文件，那么他必定要同时从许多计算机上下载。科亨认为，这个想法非常适合点对点传输程序，因为类似KaZaA的程序——从一台计算机上下载文件——需要花费很多时间。这个项目很有前景，可惜运气不太好，最后没有成功。
2001年4月，科亨退出了MojoNation项目，开始专心设计BitTorrent。Cohen设计的BitTorrent能够从不同计算机快速地下载文件，特别是对宽带的使用者。尤其当一个文件越受欢迎时，下载的速度就越快。2001年夏天，科亨收集了些免费的色情电影来吸引更多的人来测试他的程序，他的程序在Linux的使用者中产生很大的反响，因为他们有许多开源的程序需要共享。后来BitTorrent也受到了想共享音乐和电影的人们的欢迎。对于侵权的质问，科亨声称他从来没有侵犯过用BitTorrent来传输的文件的版权。
2003年的后期，VALVe公司雇用科亨，参与开发在Half Life 2中使用的数据传输（digital distribution）系统，叫做Steam。
科亨患有亞斯伯格症候群，这使他具有高度的集中力，但是在社交上存在障碍。
科亨目前和他的妻子孩子居住在旧金山。
2021年，布拉姆·科恩决定进军加密货币行业，成立一家名为Chia的加密货币初创公司，旨在发行同名加密货币和区块链。Chia币通过基于储存空间来进行工作量证明，来解决比特币的电力浪费和集中化问题，以构建一个“非外包源”来防止形成采矿池。